# André Seeldrayers
André Émile Seeldrayers (Sint-Gillis, 23 januari 1903) was een Belgisch hockeyer en architect.

## Levensloop
Seeldrayers was actief bij RRC Bruxelles.
Daarnaast maakte hij deel uit van het Belgisch hockeyteam. Met de nationale ploeg nam hij onder meer deel aan de Olympische Zomerspelen van 1928.
Van beroep was hij architect, evenals zijn vader (Frits). Zijn grootvader (Emile) was schilder en zijn oom (Rodolphe) was onder meer voorzitter van het BOIC, de KBVB en de FIFA.